# Agronomska fakulteta v Novem Sadu
Agronomska fakulteta (izvirno srbsko Poljoprivredni fakultet u Novom Sadu), s sedežem v Novem Sadu, je fakulteta, ki je članica Univerze v Novem Sadu.
Trenutni dekan je prof. dr. Milan Popović. 